# 延岡ジャンクション
延岡ジャンクション（のべおかジャンクション）は、宮崎県延岡市天下町にある延岡道路（東九州自動車道に並行する一般国道10号の自動車専用道路）、および北方延岡道路（九州中央自動車道に並行する一般国道218号の自動車専用道路）が接続するジャンクションである。延岡ICと延岡BSを併設している。
基本的な構造はタービン型の分岐構造を持つ4方向ジャンクションであるが、延岡IC→大分方面への分岐はクローバー型に見られるようなループ構造となっている。

## 歴史
- 2005年（平成17年）4月23日：国道10号延岡道路・延岡JCT/IC - 延岡南IC間開通に伴い、供用開始[1]。
- 2006年（平成18年）2月18日：国道218号北方延岡道路・舞野仮出入口（現・舞野IC） - 延岡JCT/IC間開通[2]。
- 2012年（平成24年）12月15日：須美江IC - 延岡JCT/IC間開通[3]。
- 2017年（平成29年）3月13日：北川IC - 延岡JCT/IC間の、新宇和田トンネル南坑口 - 小峰天下高架橋北詰間（約1.3 km）で付加追越車線が供用開始[4]。

## 接続する道路
- E10 東九州自動車道（ 延岡道路）
- E77 九州中央自動車道（ 北方延岡道路）
- 延岡インターアクセス道路

## 隣
E10 東九州自動車道（ 延岡道路）
(21) 北川IC/道の駅北川はゆま - (22) 延岡IC/JCT - (23) 延岡南IC
E77 九州中央自動車道（ 北方延岡道路）・延岡インターアクセス道路
北方IC - 舞野IC - (22) 延岡IC/JCT - 延岡市野田町ランプ